# Lahnajärvi (sjö i Finland, Lappland, lat 66,88, long 24,20)
Lahnajärvi är en sjö i Finland. Den ligger i kommunen Pello i landskapet Lappland, i den norra delen av landet, 700 km norr om huvudstaden Helsingfors. Lahnajärvi ligger 128,1 meter över havet. Arean är 9,4 hektar och strandlinjen är 1,4 kilometer lång. Sjön  ingår i Torne älvs huvudavrinningsområde. 